# Мнюта
Мню́та (бел. Мню́та) — река в Белоруссии, правый приток Дисны. Протекает в Глубокском и Шарковщинском районах Витебской области.
Длина реки — 41 км. Площадь водосбора 873 км². Среднегодовой расход воды в устье 5,6 м³/с. Средний наклон водной поверхности 1,1 ‰.
Река вытекает из северной части озера Плисса у одноимённой деревни. Мнюта течёт в пределах Свенцянской возвышенности и юго-западной части Полоцкой низменности. В среднем течении протекает через озёра Мнюта и Велец.
Генеральное направление течения — север и северо-запад. Верхнее течение проходит по Глубокскому району, в среднем течении Мнюта образует границу Глубокского и Шарковщинского районов, нижнее течение проходит по Шарковщинскому району. Крупнейший приток — река Лучайка.
На берегах реки стоит несколько деревень, крупнейший населённый пункт — агрогородок Лужки. В Шарковщинском районе на берегу Мнюты стоит Усадьба Плятеров
Долина Мнюты чашеобразная, шириной 200—400 м. Русло извилистое. Ширина русла 15—30 м.
Мнюта впадает в Дисну у деревни Жуки-Ложные в трёх километрах к юго-западу от агрогородка Германовичи.